# Clàssica de Sant Sebastià 2007
La Clàssica de Sant Sebastià 2007 és una cursa ciclista que es disputà a Donòstia el 4 d'agost de 2007. Aquesta era la 27a edició i fou guanyada per l'italià Leonardo Bertagnolli, que guanyà a l'esprint al basc Juan Manuel Gárate. Amb tot, el 2012 Bertagnolli fou desqualificat de tots els seus resultats obtinguts, quedant vacant el vencedor d'aquesta edició.

## Classificació final
|     | Ciclista           | Equip                 | Temps      | UCI ProTour Punts |
| --- | ------------------ | --------------------- | ---------- | ----------------- |
| DSQ | No assignat        | Liquigas              | 5h 12' 43" | 40                |
| 2   | Juan Manuel Gárate | Quick Step-Innergetic | m. t.      | 30                |
| 3   | Alejandro Valverde | Caisse d'Epargne      | + 18"      | 25                |
| 4   | Alessandro Ballan  | Lampre-Fondital       | m. t.      | 20                |
| 5   | Carlos Barredo     | Quick Step-Innergetic | m. t.      | 15                |
| 6   | Mikel Astarloza    | Euskaltel-Euskadi     | m. t.      | 11                |
| 7   | Carlos Sastre      | Team CSC              | m. t.      | 7                 |
| 8   | Iñigo Landaluze    | Euskaltel-Euskadi     | + 28"      | 5                 |
| 9   | Xavier Florencio   | Bouygues Télécom      | m. t.      | 3                 |
| 10  | Giovanni Visconti  | Quick Step-Innergetic | + 37"      | 1                 |